# Lithothamnion diguetii
Lithothamnion diguetii (Hariot, 1895)  é o nome botânico  de uma espécie de algas vermelhas  pluricelulares do gênero Lithothamnion, subfamília Melobesioideae. São encontradas na Baixa Califórnia (México).